# Matthieu Delpierre
Matthieu Delpierre (født 26. april 1981 i Nancy, Frankrig) er en fransk tidligere fodboldspiller, der spillede som midtbanespiller. Gennem karrieren spillede han blandt andet for VfB Stuttgart i Tyskland, som han vandt mesterskabet med i 2007, samt for Lille i hjemlandet og Utrecht i Holland.

## Landshold
Delpierre nåede aldrig en kamp for Frankrigs A-landshold. Som ungdomsspiller spillede han dog adskillige kampe for sit land på ungdomsniveau, og har desuden på seniorniveau spillet en enkelt "B-landskamp".

## Titler
Bundesligaen
- 2007 med VfB Stuttgart